# En presència del Senyor
En presència del Senyor és una obra pictòrica del segle xix, realitzada pel pintor català Francesc Masriera (1842 – 1902) i conservada al Museu Nacional d'Art de Catalunya. L'obra, datada el 1891, és un oli sobre tela, amb unes dimensions de 191,5 x 93 cm. La pintura va ser catalogada dins el tema «gènere i societat». Aquesta obra va ser seleccionada per al projecte Partage Plus. Digitising and Enabling Art Nouveau del portal Europeana.
Segons paraules de Esteve Batlle, conservador, l'any 1932, del Museu Municipal de Belles Arts de Barcelona, En presència del Senyor és una obra ben representativa de l'escola artística del pintor i dona la «més exacta impressió de la gran qualitat de retratista elegant i correcte que fou el pintor Francesc Masriera».